# Communauté de communes Hardouinais Mené
Die Communauté de communes Hardouinais Mené ist ein ehemaliger französischer Gemeindeverband mit der Rechtsform einer Communauté de communes im Département Côtes-d’Armor, dessen Verwaltungssitz sich im Ort Merdrignac befand. Sein Einzugsgebiet lag im Südosten des Départements. Der am 24. Dezember 1992 gegründete Gemeindeverband bestand aus neun Gemeinden und zählte 7.835 (Stand 2013) auf einer Fläche von 249,68 km2

## Aufgaben des Gemeindeverbands
Da die Mehrzahl der Gemeinden sehr klein war und Bürgermeister (Maires) im Nebenamt hatten, war die Communauté für verschiedene Aufgaben der beteiligten Gemeinden zuständig. Es bestanden von Vizepräsidenten des Gemeindeverbands geführte Abteilungen (Freizeitangebote/Finanzen/Personal/Öffentliche Bauten; Tourismus/Handel und Gewerbe; langfristige Planung/Raumplanung und Wohnungsbau; Gemeinschaftsgeist und Gesundheit; Kinder/Jugend/Sport/Kultur; ländliche Entwicklung/Straßenbau und Umweltschutz), welche übergemeindliche Aufgaben leiteten.

## Historische Entwicklung
Mit Wirkung vom 1. Januar 2017 fusionierte der Gemeindeverbände mit CIDERAL und bildete so die Nachfolgeorganisation Loudéac Communauté – Bretagne Centre.

## Ehemalige Mitgliedsgemeinden
Der Communauté de communes Hardouinais Mené gehörten alle neun Gemeinden des ehemaligen Kantons Merdrignac an:
| Gemeinde         | Einwohner 1. Januar 2022 | Fläche km² | Dichte Einw./km² | Code INSEE | Postleitzahl |
| ---------------- | ------------------------ | ---------- | ---------------- | ---------- | ------------ |
| Gomené           | 549                      | 25,37      | 22               | 22062      | 22230        |
| Illifaut         | 688                      | 26,71      | 26               | 22083      | 22230        |
| Laurenan         | 742                      | 30,90      | 24               | 22122      | 22230        |
| Loscouët-sur-Meu | 644                      | 22,26      | 29               | 22133      | 22230        |
| Merdrignac       | 3.140                    | 57,12      | 55               | 22147      | 22230        |
| Mérillac         | 242                      | 13,86      | 17               | 22148      | 22230        |
| Saint-Launeuc    | 190                      | 11,58      | 16               | 22309      | 22230        |
| Saint-Vran       | 755                      | 28,12      | 27               | 22333      | 22230        |
| Trémorel         | 1.154                    | 33,76      | 34               | 22371      | 22230        |